# Marousi
Marousi (tiếng Hy Lạp: ?) là một khu tự quản ở vùng Attiki, Hy Lạp. Khu tự quản Amaroussio có diện tích 13 km², dân số theo điều tra ngày 18 tháng 3 năm 2001 là 71551 người.